# Friedrich Wehrle
Friedrich Wehrle (* 26. Februar 1952) ist ein deutscher Manager und war von 2013 bis 2016 Aufsichtsratsvorsitzender der Bastei Lübbe Verlag AG.

## Leben
Nach einem Studium der Wirtschaftswissenschaften von 1972 bis 1976 an der Albert-Ludwigs-Universität Freiburg und der Westfälischen Wilhelms-Universität Münster mit dem Abschluss als Diplom-Kaufmann war er bis 1981 wissenschaftlicher Assistent am Institut für Marketing der Universität Münster. 1980 promovierte er zum Dr. rer. pol.
Von 1981 bis 1985 war er bei der Bertelsmann AG Leiter des Bereichs Marketing und Verkauf Werbemittel/Zeitschriften (bei Mohndruck), danach bis 1989 Geschäftsführer des Landwirtschaftsverlag Münster-Hiltrup, anschließend bis 1992 Geschäftsführer der Verlagsgruppe Handelsblatt, dann bis 1997 Geschäftsführer des Zeitverlags Gerd Bucerius. 1998 wechselte er als Mitglied der Geschäftsleitung zu Gruner + Jahr, wo er als Bereichsleiter Anzeigen fungierte. Von April 2003 bis Februar 2012 war er Geschäftsführer der Verlagsgruppe Motor Presse Stuttgart.
Wehrle war zudem seit November 2004 für einige Jahre Vorstandsmitglied des Verbands Deutscher Zeitschriftenverleger im Bereich Publikumszeitschriften, seit September 2006 Mitglied des Hochschulrats der Hochschule der Medien Stuttgart. Von August 2013 bis September 2016 war Wehrle Aufsichtsratsvorsitzender der Bastei Lübbe Verlag AG.
Wehrle ist verheiratet und hat drei Kinder.